# Międzyzdroje (gemeente)
De gemeente Międzyzdroje is een stad- en landgemeente in West-Pommeren. Aangrenzende gemeenten:
- Świnoujście (stadsdistrict)
- Wolin (powiat Kamieński)
- Stepnica (powiat Goleniowski)¹

Zetel van de gemeente is in de stad Międzyzdroje.

De gemeente beslaat 11,6% van de totale oppervlakte van de powiat.

## Demografie
Stand op 30 juni 2004:
| Omschrijving                   | Totaal | Totaal | Vrouwen | Vrouwen | Mannen | Mannen |
| ------------------------------ | ------ | ------ | ------- | ------- | ------ | ------ |
| eenheid                        | aantal | %      | aantal  | %       | aantal | %      |
| inwoners                       | 6507   | 100    | 3391    | 52,1    | 3116   | 47,9   |
| bevolkingsdichtheid (inw./km²) | 55,5   | 55,5   | 28,9    | 28,9    | 26,6   | 26,6   |

De gemeente heeft 13,6% van het aantal inwoners van de powiat. In 2002 bedroeg het gemiddelde inkomen per inwoner 2284,8 zł.

## Plaatsen
- Międzyzdroje (Duits Misdroy, stad sinds 1947, 1973-1984 Świnoujścia)

Administratieve plaatsen (sołectwo) van de gemeente Międzyzdroje:
- Lubin, Wapnica en Wicko

Overige plaatsen: Grodno, Trzciągowo, Zalesie.